# Icelandic Meteorological Office

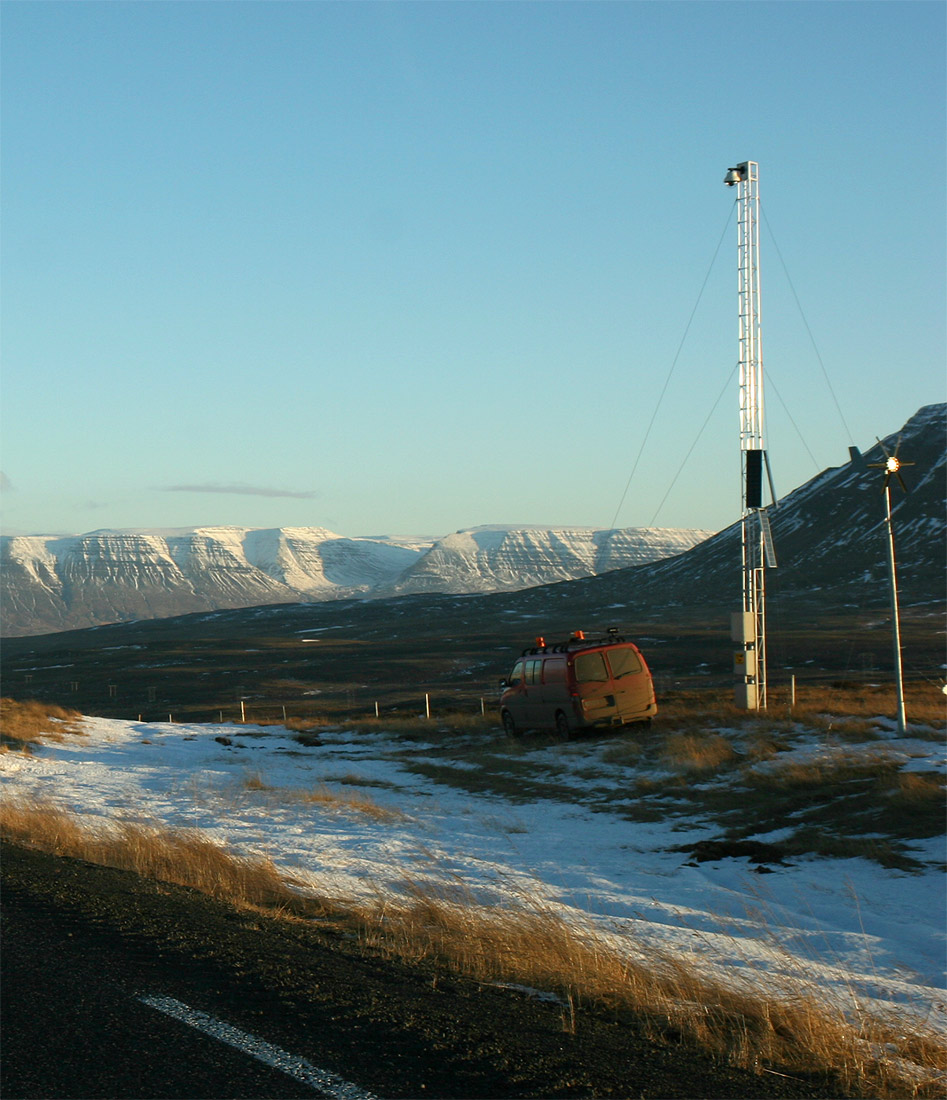
Vatnsskarð Wetterstation, Skagafjörður, Island

Das Icelandic Meteorological Office (IMO); (isländisch Veðurstofa Íslands) ist Islands nationaler Wetterdienst und als solcher eine Regierungsbehörde, die dem Ministerium für Umwelt und natürliche Ressourcen unterstellt ist.

## Aufgaben
Die Behörde definiert ihre Hauptaufgaben folgendermaßen:
- Überwachung, Analyse, Interpretation, Information, Beratung und Beratung, Bereitstellung von Warnungen und Prognosen und, wo möglich, Vorhersage von Naturprozessen und Naturgefahren.

- Ausgabe von öffentlichen und Luftfahrtwarnungen über drohende Naturgefahren, wie Vulkanasche, extremes Wetter und Überschwemmungen.

- Durchführung von Forschungen zur Physik von Luft, Land und Meer, insbesondere in den Bereichen Meteorologie, Hydrologie, Glaziologie, Klimatologie, Seismologie und Vulkanologie.

- Aufrechterhaltung eines hochwertigen Dienstes und einer effizienten Bereitstellung von Informationen im Interesse der Wirtschaft, der Sicherheitsangelegenheiten, der nachhaltigen Nutzung natürlicher Ressourcen und unter Berücksichtigung anderer Bedürfnisse der Öffentlichkeit.

- Sicherstellung der Sammlung und Erhaltung von Daten und Wissen über die langfristige Entwicklung von Naturprozessen wie Klima, Gletscherveränderungen, Erdkrustenbewegungen und anderen Umweltfragen, die in den Verantwortungsbereich des IMO fallen.

- Durchführung von Risikobewertungen für Naturgefahren auf Anfrage der Regierung.[2]

Das IMO ist in diversen europäisch finanzierten Forschungsprojekten involviert, auch in Führungsrollen, wie beispielsweise das FUTUREVOLC-Project.